# Nekrolog 1747
Nekrolog
◄◄
| ◄
| 1743
| 1744
| 1745
| 1746
| 1747 | 1748 | 1749 | 1750 | 1751 | ► | ►►
Weitere Ereignisse | Allgemeiner Nekrolog 1747
Die Beschreibung der verstorbenen Person sollte so kurz wie möglich gehalten sein und nur deren signifikante Tätigkeit(en) enthalten.
Neue Namen ggf. auch unter dem Geburts- und Sterbedatum, also etwa unter 1. Januar und im Geburts- und Sterbejahr (2024) eintragen (nur bei entsprechender großer Wichtigkeit). Für Beispiele siehe die schon vorhandenen Artikel.
Außerdem über die fünf zuletzt Verstorbenen, zu denen es einen ausreichend guten Artikel für eine Präsentation auf der Hauptseite gibt, nach der todesbedingten Überarbeitung der Artikel ggf. auch unter Wikipedia Diskussion:Hauptseite informieren und sie am besten auch in den anderen Wikipedia-Sprachversionen eintragen. Tipp: Regelmäßig bei news.google.de nach „ist tot“, „gestorben“ oder „verstorben“ suchen.
Wenn eine Person gestorben ist, gibt es viele Seiten zu dieser Person in der Wikipedia, die davon auch betroffen sind und entsprechend aktualisiert werden müssen. Beispiele: Namenübersichtsseite, Geburtsjahr, Geburtsort-Seiten und viele mehr.
Wie finde ich die betroffenen Seiten?
Im Suchfeld auf der linken Seite gibt man den Suchbegriff so ein: „Vorname Nachname“. Dann klickt man auf Volltext und alle Seiten mit entsprechendem Suchtext werden aufgerufen. Hier sieht man dann schnell, wo auch das Todesjahr Sinn macht oder sogar ein Teil des Artikels angepasst werden muss. Auch hilft das „Werkzeug“ auf der linken Seite sehr gut, um solche Seiten aufzufinden: „Links auf diese Seite“. Somit ist die Wikipedia wieder aktuell in allen Bereichen! Hinweis: bei Eintragung der Kategorie „Gestorben JAHR“ wird der Missbrauchsfilter 49 ausgelöst, was jedoch nicht schlimm ist. Siehe: Spezial:Missbrauchsfilter/49
Dies ist eine Liste von im Jahr 1747 verstorbenen bekannten Persönlichkeiten. Die Einträge erfolgen innerhalb der einzelnen Daten alphabetisch sortiert. Tiere sind im Nekrolog für Tiere zu finden.

## Januar
| Tag        | Name                                  | Beruf, bekannt als                                                          | Alter | Beleg |
| ---------- | ------------------------------------- | --------------------------------------------------------------------------- | ----- | ----- |
| 2. Januar  | Jean-Féry Rebel                       | französischer Komponist und Violinist                                       | 80    |       |
| 3. Januar  | Johann Christoph Zeumer               | deutscher Beamter                                                           | 61    |       |
| 12. Januar | Jean Borel                            | deutsch-französischer Mediziner, Physiker und Hochschullehrer               | 62    |       |
| 16. Januar | Francesco Maria Balbi                 | italienischer Politiker, 150. Doge der Republik Genua und König von Korsika | 76    |       |
| 16. Januar | Barthold Heinrich Brockes             | deutscher Schriftsteller                                                    | 66    |       |
| 18. Januar | Antonio de Literes                    | spanischer Komponist und Cellist                                            | 73    |       |
| 24. Januar | Pierre Coste                          | französischer Buchdrucker und Übersetzter                                   | 78    |       |
| 25. Januar | Francesco de’ Ficoroni                | italienischer Antiquar                                                      |       |       |
| 25. Januar | Juan Antonio de Vizarrón y Eguiarreta | Erzbischof von Mexiko und Vizekönig von Neuspanien                          | 64    |       |
| 26. Januar | Willem van Mieris                     | niederländischer Genre-, Historien- und Porträtmaler                        | 84    |       |
| 27. Januar | Gottlieb Siegmund Corvinus            | deutscher Schriftsteller                                                    | 69    |       |
| 29. Januar | Johann Georg Franck                   | deutscher evangelischer Theologe und Pfarrer                                | 78    |       |
| 31. Januar | Martje Flohrs                         | nordfriesische Bauerntochter und Sagengestalt                               | 57    |       |

## Februar
| Tag         | Name                        | Beruf, bekannt als                                                               | Alter | Beleg |
| ----------- | --------------------------- | -------------------------------------------------------------------------------- | ----- | ----- |
| 2. Februar  | Daniel Magnus Gronau        | deutscher Kirchenmusiker                                                         |       |       |
| 2. Februar  | Johann Wolfgang Kipping     | deutscher Jurist und Hochschullehrer                                             | 51    |       |
| 5. Februar  | Johann Georg von Raumer     | deutscher anhaltischer Regierungspräsident und preußischer Gesandter             | 75    |       |
| 9. Februar  | Carlo Bergonzi              | italienischer Geigenbauer                                                        |       |       |
| 18. Februar | Johann Heinrich von Boblick | kurfürstlich-sächsischer Generalmajor                                            | 91    |       |
| 22. Februar | Peter Conrad Monath         | deutscher Buchhändler und Verleger                                               |       |       |
| 22. Februar | Tobias Heinrich Schubart    | deutscher Theologe und geistlicher Dichter                                       | 48    |       |
| 23. Februar | Johann Heinrich von Heucher | deutscher Naturwissenschaftler, Leibarzt von August dem Starken, Museumsdirektor | 70    |       |
| 23. Februar | Johann Adolph Wedel         | deutscher Mediziner                                                              | 71    |       |
| 26. Februar | Johann Nicolaus Mempel      | Kantor in Apolda                                                                 | 33    |       |
| 26. Februar | Chrysostomus Wieser         | Abt des Stiftes Lilienfeld                                                       | 83    |       |
| 27. Februar | Johann Jacob von Wasmer     | königlich-dänischer Vizekanzler                                                  | 76    |       |
| 28. Februar | Josias Weitbrecht           | deutscher Anatom                                                                 | 44    |       |

## März
| Tag      | Name                                          | Beruf, bekannt als                                                                        | Alter | Beleg |
| -------- | --------------------------------------------- | ----------------------------------------------------------------------------------------- | ----- | ----- |
| 6. März  | Hannibal von Visconti                         | k.k. Feldmarschall                                                                        | 86    |       |
| 8. März  | Kaspar Wilhelm von Borcke                     | deutscher Staatsmann in preußischen Diensten und Literaturübersetzer                      | 42    |       |
| 12. März | Samuel Crell                                  | deutscher sozinianischer Prediger und theologischer Schriftsteller                        | 86    |       |
| 12. März | Miwang Pholhane Sönam Tobgye                  | König von Tibet                                                                           |       |       |
| 14. März | Matthias Johann von der Schulenburg           | deutscher Reichsgraf, Erbherr auf Emden und Feldmarschall im Dienste der Republik Venedig | 85    |       |
| 15. März | Heinrich Gutsleff                             | deutschbaltischer Pastor und Bibelübersetzer                                              |       |       |
| 16. März | Christian August                              | königlich-preußischer Generalfeldmarschall                                                | 56    |       |
| 19. März | Katharina Opalińska                           | Königin von Polen und Herzogin von Lothringen                                             | 66    |       |
| 20. März | Karl Ludwig von Leiningen-Dagsburg-Emichsburg | Graf zu Leiningen-Emichsburg, kurpfälzischer General                                      | 43    |       |
| 20. März | Andrei Iwanowitsch Uschakow                   | russischer Politiker, Generalinquisitor und General en chef                               |       |       |
| 21. März | Giuseppe Accoramboni                          | italienischer Kardinal                                                                    | 74    |       |
| 21. März | Gabriel de Gabrieli                           | Baumeister                                                                                | 75    |       |
| 21. März | Georg Paul Hönn                               | deutscher Jurist; deutscher Archivar; deutscher Schriftsteller                            | 84    |       |
| 21. März | Vincenzo Petra                                | italienischer Geistlicher und Kardinal der Römischen Kirche                               | 84    |       |
| 23. März | Claude Alexandre de Bonneval                  | französischer Abenteurer                                                                  | 71    |       |
| 25. März | Christoph Friedrich Ayrmann                   | deutscher Historiker                                                                      | 52    |       |
| 28. März | Johann Adam von Diemar                        | königlich-polnischer und kurfürstlich-sächsischer General der Infanterie                  |       |       |
| 31. März | Daniel Gerhard Heisius                        | deutscher Theologe                                                                        | 71    |       |
| 31. März | Johann Christoph Olearius                     | deutscher evangelischer Theologe und Prediger, Numismatiker und Historiker                | 78    |       |

## April
| Tag       | Name                               | Beruf, bekannt als                                                        | Alter | Beleg |
| --------- | ---------------------------------- | ------------------------------------------------------------------------- | ----- | ----- |
| 2. April  | Johann Jacob Dillen                | deutscher Botaniker                                                       | 62    |       |
| 3. April  | Francesco Solimena                 | italienischer Maler                                                       | 89    |       |
| 4. April  | Johann Georg Rosenbach             | deutscher Pietist                                                         |       |       |
| 6. April  | Johann Georg von Flemming          | Generalleutnant und kursächsischer Kammerherr                             | 67    |       |
| 7. April  | Karl Friedrich von Posadowsky      | preußischer Generalleutnant und Chef der Ritterakademie in Liegnitz       | 51    |       |
| 9. April  | Georg Heinrich von Borcke          | preußischer Generalleutnant, Chef des Infanterie-Regiments Nr. 29         | 60    |       |
| 9. April  | Leopold I.                         | Fürst von Anhalt-Dessau, Landesfürst und preußischer Generalfeldmarschall | 70    |       |
| 10. April | Johann Werner von Broich           | Bürgermeister der Reichsstadt Aachen                                      |       |       |
| 14. April | Jean Frédéric Ostervald            | schweizerischer reformierter Theologe                                     | 83    |       |
| 22. April | Henri Oswald de La Tour d’Auvergne | Abt von Cluny, Erzbischof von Tours, Erzbischof von Vienne, Kardinal      | 75    |       |
| 22. April | Johann Michael Stumm               | deutscher Orgelbaumeister                                                 | 64    |       |
| 23. April | Andreas Westphal                   | deutscher Historiker                                                      | 61    |       |
| 24. April | Johann Georg Fischer               | deutscher Baumeister des Barock                                           | 74    |       |
| 25. April | François Gigot de la Peyronie      | französischer Chirurg                                                     | 69    |       |
| 28. April | Melchior von Zaunagg               | österreichischer römisch-katholischer Geistlicher, Zisterzienser und Abt  | 80    |       |

## Mai
| Tag     | Name                                     | Beruf, bekannt als | Alter | Beleg |
| ------- | ---------------------------------------- | --- | ----- | ----- |
| 5. Mai  | Joseph Waltrin                           | französischer Orgelbauer | 67    |       |
| 6. Mai  | Jacob-Sigisbert Adam                     | französischer Bildhauer des Barock | 76    |       |
| 9. Mai  | John Dalrymple, 2. Earl of Stair         | schottischer Offizier und Diplomat | 73    |       |
| 11. Mai | Friedrich Julius von Schwerin            | preußischer Generalmajor, Chef des Infanterieregiments Nr. 32, Ritter des Johanniter-Ordens, Kommandant von Neisse und Frankfurt an der Oder, Amtshauptmann von Sommerschenburg und Dreyleben im Herzogtum Magdeburg | 47    |       |
| 15. Mai | Christian Wilhelm Kestner                | deutscher Mediziner und Bibliograph | 52    |       |
| 15. Mai | Friedrich Christoph von Möllendorff      | preußischer Generalleutnant | 67    |       |
| 18. Mai | Christoph Ludwig                         | Mitregent der Grafschaft Lippe | 68    |       |
| 18. Mai | Bernardino Zendrini                      | italienischer Ingenieur und Mathematiker | 68    |       |
| 19. Mai | Johann Friedrich Crell                   | deutscher Anatom und Physiologe | 40    |       |
| 21. Mai | Giovanni Baratta                         | italienischer Bildhauer | 77    |       |
| 22. Mai | Heinrich XXIX.                           | Graf Reuß von Lobenstein zu Ebersdorf | 47    |       |
| 22. Mai | Christian Eberhard Weißmann              | deutscher Theologe | 69    |       |
| 24. Mai | Ernst August Charbonnier                 | deutscher Gartenkünstler des Barock |       |       |
| 27. Mai | Jakob Schmidlin                          | Pietist | 48    |       |
| 28. Mai | Luc de Clapiers, Marquis de Vauvenargues | französischer Philosoph, Moralist und Schriftsteller | 31    |       |
| 31. Mai | Heinrich Johann Friedrich Ostermann      | russischer Diplomat und Staatsmann | 59    |       |

## Juni
| Tag      | Name                                     | Beruf, bekannt als                                                                | Alter | Beleg |
| -------- | ---------------------------------------- | --------------------------------------------------------------------------------- | ----- | ----- |
| 3. Juni  | Johann Konrad Schwarz                    | deutscher Pädagoge und evangelischer Theologe                                     |       |       |
| 6. Juni  | Jean-Baptiste Barrière                   | französischer Cellist und Komponist                                               | 40    |       |
| 12. Juni | Jakob Ernst von Liechtenstein-Kastelkorn | Bischof von Seckau, Fürstbischof von Olmütz und Fürstbischof von Salzburg         | 57    |       |
| 17. Juni | Herman Diedrich Spöring                  | schwedischer Mediziner und Professor an der Akademie in Åbo                       | 45    |       |
| 15. Juni | Hieronymus Freyer                        | deutscher Pädagoge und Historiker                                                 | 71    |       |
| 18. Juni | Heinrich August von Breitenbauch         | polnischer und sächsischer Beamter                                                | 50    |       |
| 17. Juni | Polycarp Müller                          | deutscher evangelischer Bischof, Rhetoriker und Philosoph                         | 63    |       |
| 19. Juni | Jakob Benzelius                          | schwedischer Theologe und Erzbischof                                              | 64    |       |
| 19. Juni | Alessandro Marcello                      | italienischer Adliger und Komponist                                               | 74    |       |
| 23. Juni | Hedwig Maximiliane von Dyhrn             | schlesische Adelige, Sternkreuzordensdame und Hofdame am kaiserlichen Hof in Wien | 48    |       |
| 25. Juni | Bonaventura Stapf                        | Allgäuer Maler und Vergolder                                                      | 81    |       |
| 28. Juni | Cyriakus Werner                          | österreichischer Orgelbauer                                                       |       |       |
| Juni     | Nadir Schah                              | Schah Persiens (1736–1747)                                                        | 58    |       |

## Juli
| Tag      | Name                                | Beruf, bekannt als                                         | Alter | Beleg |
| -------- | ----------------------------------- | ---------------------------------------------------------- | ----- | ----- |
| 2. Juli  | Emmanuel-François-Joseph de Bavière | französischer Feldherr unter König Ludwig XIV              | 52    |       |
| 2. Juli  | Johann Georg Mitterreither          | österreichischer Orgelbauer                                |       |       |
| 9. Juli  | Giovanni Bononcini                  | italienischer Cellist und Komponist                        | 76    |       |
| 10. Juli | Ogawa Haritsu                       | japanischer Künstler                                       |       |       |
| 12. Juli | Daniel Stoppe                       | deutscher Schullehrer und schlesischer Gelegenheitsdichter | 49    |       |
| 12. Juli | Christian Heinrich von Watzdorf     | sächsischer Hofbeamter, Domherr und Mäzen                  | 48    |       |
| 16. Juli | Giuseppe Maria Crespi               | italienischer Maler und Radierer                           | 82    |       |
| 19. Juli | Armand Fouquet de Belle-Isle        | französischer General und Diplomat                         | 53    |       |
| 20. Juli | Martin Schmeitzel                   | deutscher Staatswissenschaftler, Historiker und Heraldiker | 68    |       |
| 24. Juli | Kaspar Ignaz von Künigl             | Bischof von Brixen                                         | 76    |       |

## August
| Tag        | Name                                    | Beruf, bekannt als                                                                                      | Alter | Beleg |
| ---------- | --------------------------------------- | --- | ----- | ----- |
| 4. August  | Georg Konrad von der Goltz              | preußischer Generalmajor, Generalkriegskommissar, Amtshauptmann von Cottbus, Peitz und Aschersleben     | 42    |       |
| 6. August  | Maurice Baquoy                          | französischer Kupferstecher                                                                             |       |       |
| 7. August  | Caspar Otto von Glasenapp               | preußischer Offizier, zuletzt Generalfeldmarschall                                                      | 83    |       |
| 7. August  | Franz Schächtelin                       | deutscher Benediktiner, Abt und Fürstabt des Klosters St. Blasien                                       |       |       |
| 8. August  | Mårten Triewald                         | schwedischer Händler, Techniker und Mitbegründer der Königlich Schwedischen Akademie der Wissenschaften | 55    |       |
| 14. August | Friedrich Wilhelm Vitzthum von Eckstedt | Domdechant von Naumburg                                                                                 | 81    |       |
| 14. August | Johann Engelbert von Jabach             | Priester und Domherr in Köln                                                                            |       |       |
| 19. August | Agathe de Saint-Père                    | Textilunternehmerin in Neufrankreich                                                                    | 90    |       |
| 21. August | Johann Georg Beckhof                    | deutscher Jurist                                                                                        | 86    |       |
| 23. August | Hans Bogislav von Schwerin              | preußischer Diplomat, Verwaltungsbeamter und Landjägermeister                                           | 64    |       |
| 24. August | Johann Georg Schröter                   | deutscher Orgelbauer des thüringischen Barock                                                           | 64    |       |

## September
| Tag           | Name                          | Beruf, bekannt als | Alter | Beleg |
| ------------- | ----------------------------- | --- | ----- | ----- |
| 3. September  | Johann Christoph Heintze      | deutscher Mediziner |       |       |
| 7. September  | Georg Johannes Conradi        | deutscher lutherischer Theologe                                                                                        | 68    |       |
| 7. September  | Karl Friedrich von Cratz      | königlich preußischer Generalmajor, Chef des Berliner Garnisonsregiments sowie Erbherr auf Mordal und Pfänner in Halle | 76    |       |
| 7. September  | Johann Bernhard Mayer         | römisch-katholischer Geistlicher                                                                                       | 77    |       |
| 12. September | Georg Fasel                   | deutscher Prämonstratenserabt                                                                                          | 72    |       |
| 13. September | Johann Christoph Egedacher    | Salzburger Orgelbauer                                                                                                  | 81    |       |
| 15. September | Anton Erhard Martinelli       | österreichischer Architekt                                                                                             |       |       |
| 15. September | Johann Gotthilf Ziegler       | deutscher Komponist und Organist des Barock                                                                            | 59    |       |
| 27. September | Sigismund Andreas Cuno        | deutscher Pädagoge und Heimatforscher                                                                                  | 72    |       |
| 25. September | Johann David Beerstecher      | Gold- und Silberschmied bzw. Gold- und Silberarbeiter sowie Ratsverwandter und Bürgermeister von Tübingen              | 74    |       |
| 28. September | Philipp Ludwig von Sinzendorf | Bischof von Raab, Fürstbischof von Breslau, Kardinal der römisch-katholischen Kirche                                   | 48    |       |
| 30. September | Johann Muthmann               | deutscher Theologe und Geistlicher                                                                                     | 62    |       |

## Oktober
| Tag         | Name                                            | Beruf, bekannt als                                                                      | Alter | Beleg |
| ----------- | ----------------------------------------------- | --------------------------------------------------------------------------------------- | ----- | ----- |
| 1. Oktober  | Friedrich Bogislav von Schwerin                 | preußischer Staats- und Kriegsminister                                                  | 73    |       |
| 2. Oktober  | Johann Georg Schmutzer                          | Steinmetzmeister und Bildhauer                                                          | 82    |       |
| 3. Oktober  | Johann Grimm                                    | Schweizer Maler                                                                         |       |       |
| 4. Oktober  | João da Mota e Silva                            | portugiesischer Kardinal und Politiker                                                  | 62    |       |
| 4. Oktober  | Amaro Pargo                                     | Pirat                                                                                   | 69    |       |
| 5. Oktober  | Paul Friedrich Opitz                            | deutscher Theologe und Orientalist                                                      | 63    |       |
| 9. Oktober  | David Brainerd                                  | US-amerikanischer Missionar unter den Indianern                                         | 29    |       |
| 9. Oktober  | Otto Friedrich von Leps                         | preußischer General der Infanterie                                                      |       |       |
| 10. Oktober | John Potter                                     | Erzbischof von Canterbury                                                               |       |       |
| 21. Oktober | François Campion                                | französischer Theorbist, Komponist und Musiktheoretiker                                 |       |       |
| 22. Oktober | Joseph Anton von Kageneck                       | kurpfälzischer Kammerherr, kaiserlicher Burgmann                                        | 46    |       |
| 22. Oktober | Rafajil                                         | ukrainischer orthodoxer Priester, Metropolit von Kiew, Galizien und dem ganzen Russland |       |       |
| 23. Oktober | Georg Detharding                                | deutscher Mediziner                                                                     | 76    |       |
| 24. Oktober | Philipp Becker                                  | deutscher Rechtswissenschaftler                                                         | 45    |       |
| 25. Oktober | Ignaz Rohrbach                                  | deutscher Bildhauer des Barock                                                          |       |       |
| 28. Oktober | Dominique-Laurent de Balbe de Berton de Crillon | französischer Bischof                                                                   |       |       |

## November
| Tag          | Name                                    | Beruf, bekannt als                                                                                                 | Alter | Beleg |
| ------------ | --------------------------------------- | --- | ----- | ----- |
| 7. November  | Ercole Francesco Dandini                | italienischer Jurist und Verfechter der lateinischen Schriftsprache in den Wissenschaften                          | 52    |       |
| 10. November | Philipp Schwartz                        | deutscher Tabakhändler und Bürgermeister der Pfälzer Kolonie Magdeburg                                             |       |       |
| 12. November | Christine Luise von Oettingen-Oettingen | Prinzessin zu Öttingen-Öttingen, durch Heirat Herzogin von Braunschweig-Wolfenbüttel sowie Fürstin von Blankenburg | 76    |       |
| 14. November | Wigand Kahler                           | lutherischer Theologe und Mathematiker                                                                             | 48    |       |
| 17. November | Alain-René Lesage                       | französischer Schriftsteller                                                                                       | 79    |       |
| 17. November | August Friedrich von Minnigerode        | Forst- und Staatsmann in Hessen-Darmstadt                                                                          | 59    |       |
| 20. November | Johann Gottfried Leschnert              | deutscher Pädagoge                                                                                                 |       |       |
| 27. November | Guillem Mesquida i Munar                | mallorquinischer Kunstmaler                                                                                        | 72    |       |
| 28. November | Karl Leopold                            | Herzog zu Mecklenburg-Schwerin                                                                                     | 69    |       |
| 30. November | Christian Otte                          | Großkaufmann | 73    |       |
| November     | Johann Jakob Keller                     | schweizerischer Kunstschreiner und Bildhauer                                                                       | 82    |       |

## Dezember
| Tag          | Name                                   | Beruf, bekannt als                                    | Alter | Beleg |
| ------------ | -------------------------------------- | ----------------------------------------------------- | ----- | ----- |
| 6. Dezember  | Johann Engelhard Steuber               | deutscher lutherischer Theologe                       | 54    |       |
| 15. Dezember | Adolf Heidenreich Droste zu Vischering | Domherr in Münster, Osnabrück und Minden              | 48    |       |
| 15. Dezember | Anselm Reichlin von Meldegg            | deutscher Abt, Fürstabt im Fürststift Kempten         | 67    |       |
| 19. Dezember | Johann Zacharias Platner               | deutscher Mediziner                                   | 53    |       |
| 26. Dezember | Christian Löber                        | deutscher evangelischer Geistlicher                   | 64    |       |
| 28. Dezember | Gundacker von Althan                   | österreichischer General, Diplomat und Hofbaudirektor | 82    |       |

## Datum unbekannt
| Tag | Name                            | Beruf, bekannt als                                 | Alter | Beleg |
| --- | ------------------------------- | -------------------------------------------------- | ----- | ----- |
|     | Johann Heinrich Alverdes        | deutscher Jurist                                   |       |       |
|     | Hermann Ignatius Flender        | deutscher Theologe und Dekan                       |       |       |
|     | Simon Fraser, 11. Lord Lovat    | schottischer Clanführer                            |       |       |
|     | Pierre de Gayette               | deutscher Architekt                                |       |       |
|     | Bernhardt Jungmann              | deutscher Botaniker und Chemiker                   |       |       |
|     | Isaac Lawson                    | schottischer Arzt und Mineraloge                   |       |       |
|     | John Cameron of Lochiel         | schottischer Jakobi                                |       |       |
|     | Michael Maittaire               | englischer Gelehrter, Philologe und Schriftsteller |       |       |
|     | Fevzi Mostarac                  | bosnisch-herzegowinischer Schriftsteller           |       |       |
|     | Philipp Johann von Strahlenberg | schwedischer Offizier und Geograph                 |       |       |
|     | Takeda Izumo I.                 | japanischer Puppentheaterleiter und Autor          |       |       |
|     | David Tecchler                  | deutscher Geigenbaumeister                         |       |       |
|     | Paul Trenckmann                 | deutscher Kartograf                                |       |       |
|     | Francesc Valls                  | spanischer Komponist und Kapellmeister             |       |       |